# 상하 이집트

상하 이집트 지도

상하 이집트는 고대 이집트의 두 지역으로, 나일강의 상류에 위치한 상 이집트와 하류의 나일강 삼각주 부근에 위치한 하 이집트를 가리킨다. 북쪽으로는 나일강이 여러 분기로 뻗으면서 나일 삼각주를 형성한 하 이집트가 있었다. 남쪽으로는 스웨넷으로 뻗쳐있는 상 이집트가 있었다. 상하 이집트 두 왕국은 기원전 3000년 쯤에 통일되었으나 각기 왕권은 유지하였다. 그러므로 파라오는 두 왕국의 통치자로 알려져 있다.
상하 이집트인들에게는 서로 수많은 다른 점이 있었다. 서로 말하는 방언이 달랐고 의상도 달랐다. 이러한 큰 차이는 현재에까지 이르고 있다.

## 같이 보기
- 고대 이집트